# Eloeophila verrucosa
Eloeophila verrucosa là một loài ruồi trong họ Limoniidae. Chúng phân bố ở miền Cổ bắc.